# Vladimir Morozov (patinador)
Vladimir Evgenyevich Morozov (em russo:  Владимир Евгеньевич Морозов; Potsdam, Alemanha, 1 de novembro de 1992) é um patinador artístico russo. Com Evgenia Tarasova ele conquistou uma medalha de prata e uma de bronze em campeonatos mundiais, duas medalhas de ouro, uma de prata e duas de bronze em campeonatos europeus e foi bicampeão do campeonato nacional russo (2018–2019). Nos Jogos Olímpicos de Inverno de 2018 em PyeongChang, Tarasova e Morozov receberam a medalha de prata na competição por equipes, e terminaram na quarta posição na competição de duplas.

## Principais resultados

### Duplas com Evgenia Tarasova
| Resultados | Resultados       | Resultados        | Resultados        | Resultados        | Resultados        | Resultados       | Resultados        | Resultados    | Resultados    | Resultados    | Resultados    | Resultados    | Resultados    |
| Internacional | Internacional    | Internacional     | Internacional     | Internacional     | Internacional     | Internacional    | Internacional     | Internacional | Internacional | Internacional | Internacional | Internacional | Internacional |
| Evento/Temporada | 2012– 2013       | 2013– 2014        | 2014– 2015        | 2015– 2016        | 2016– 2017        | 2017– 2018       | 2018– 2019        |               |               |               |               |               |               |
| --- | ---------------- | ----------------- | ----------------- | ----------------- | ----------------- | ---------------- | ----------------- | ------------- | ------------- | ------------- | ------------- | ------------- | ------------- |
| Jogos Olímpicos |                  |                   |                   |                   |                   | 4.º              |                   |               |               |               |               |               |               |
| Campeonato Mundial |                  |                   | 6.º               | 5.º               | Medalha de bronze | Medalha de prata |                   |               |               |               |               |               |               |
| Campeonato Europeu |                  |                   | Medalha de bronze | Medalha de bronze | Medalha de ouro   | Medalha de ouro  | Medalha de prata  |               |               |               |               |               |               |
| GP Grand Prix Final |                  |                   |                   |                   | Medalha de ouro   | 5.º              | Medalha de bronze |               |               |               |               |               |               |
| GP Internationaux de France |                  |                   |                   | 7.º               | Medalha de prata  | Medalha de ouro  |                   |               |               |               |               |               |               |
| GP Rostelecom Cup |                  |                   | Medalha de prata  |                   |                   | Medalha de ouro  | Medalha de ouro   |               |               |               |               |               |               |
| GP Skate America |                  |                   |                   |                   | Medalha de bronze |                  | Medalha de ouro   |               |               |               |               |               |               |
| GP Skate Canada International |                  |                   | Medalha de bronze | Medalha de prata  |                   |                  |                   |               |               |               |               |               |               |
| CS Finlandia Trophy |                  |                   |                   |                   |                   |                  | Medalha de ouro   |               |               |               |               |               |               |
| CS Golden Spin of Zagreb |                  |                   |                   | Medalha de ouro   |                   |                  |                   |               |               |               |               |               |               |
| CS Nebelhorn Trophy |                  |                   | Medalha de prata  |                   |                   | Medalha de ouro  |                   |               |               |               |               |               |               |
| CS Ondrej Nepela Memorial |                  |                   |                   | Medalha de bronze | Medalha de ouro   |                  |                   |               |               |               |               |               |               |
| NRW Trophy | 4.º              |                   |                   |                   |                   |                  |                   |               |               |               |               |               |               |
| Universíada |                  | Medalha de prata  |                   |                   |                   |                  |                   |               |               |               |               |               |               |
| Warsaw Cup | Medalha de ouro  |                   |                   |                   |                   |                  |                   |               |               |               |               |               |               |
| Internacional – Júnior |                  |                   |                   |                   |                   |                  |                   |               |               |               |               |               |               |
| Campeonato Mundial Júnior | 5.º              | Medalha de prata  |                   |                   |                   |                  |                   |               |               |               |               |               |               |
| JGP JGP Final |                  | 4.º               |                   |                   |                   |                  |                   |               |               |               |               |               |               |
| JGP JGP Alemanha | WD               |                   |                   |                   |                   |                  |                   |               |               |               |               |               |               |
| JGP JGP Croácia | 5.º              |                   |                   |                   |                   |                  |                   |               |               |               |               |               |               |
| JGP JGP Estônia |                  | Medalha de bronze |                   |                   |                   |                  |                   |               |               |               |               |               |               |
| JGP JGP Letônia |                  | Medalha de prata  |                   |                   |                   |                  |                   |               |               |               |               |               |               |
| Nacional |                  |                   |                   |                   |                   |                  |                   |               |               |               |               |               |               |
| Campeonato Russo | 5.º              | 8.º               | Medalha de prata  | Medalha de bronze | Medalha de prata  | Medalha de ouro  | Medalha de ouro   |               |               |               |               |               |               |
| Campeonato Russo – Júnior | Medalha de prata | Medalha de ouro   |                   |                   |                   |                  |                   |               |               |               |               |               |               |
| Equipes |                  |                   |                   |                   |                   |                  |                   |               |               |               |               |               |               |
| Jogos Olímpicos |                  |                   |                   |                   |                   | 2T/1P            |                   |               |               |               |               |               |               |
| Troféu Mundial por Equipes |                  |                   |                   |                   | 2T/2P             |                  |                   |               |               |               |               |               |               |
| |                  |                   |                   |                   |                   |                  |                   |               |               |               |               |               |               |
| Legenda: GP = Grand Prix; CS = Challenger Series; JGP = Grand Prix Júnior; WD = Abandonou; T = Posição da equipe; P = Posição individual; Competição não foi disputada nesta temporada; Competição não fez parte do GP/CS; Competição fez parte do GP/CS |                  |                   |                   |                   |                   |                  |                   |               |               |               |               |               |               |

### Duplas com Ekaterina Krutskikh
| Resultados                                        | Resultados             | Resultados             | Resultados             | Resultados             | Resultados             | Resultados             | Resultados             | Resultados             | Resultados             | Resultados             | Resultados             | Resultados             | Resultados             |
| Internacional – Júnior                            | Internacional – Júnior | Internacional – Júnior | Internacional – Júnior | Internacional – Júnior | Internacional – Júnior | Internacional – Júnior | Internacional – Júnior | Internacional – Júnior | Internacional – Júnior | Internacional – Júnior | Internacional – Júnior | Internacional – Júnior | Internacional – Júnior |
| Evento/Temporada                                  | 2011– 2012             |                        |                        |                        |                        |                        |                        |                        |                        |                        |                        |                        |                        |
| ------------------------------------------------- | ---------------------- | ---------------------- | ---------------------- | ---------------------- | ---------------------- | ---------------------- | ---------------------- | ---------------------- | ---------------------- | ---------------------- | ---------------------- | ---------------------- | ---------------------- |
| JGP JGP Estônia                                   | 8.º                    |                        |                        |                        |                        |                        |                        |                        |                        |                        |                        |                        |                        |
| JGP JGP Letônia                                   | 6.º                    |                        |                        |                        |                        |                        |                        |                        |                        |                        |                        |                        |                        |
| Warsaw Cup                                        | Medalha de prata       |                        |                        |                        |                        |                        |                        |                        |                        |                        |                        |                        |                        |
| Nacional                                          |                        |                        |                        |                        |                        |                        |                        |                        |                        |                        |                        |                        |                        |
| Campeonato Russo – Júnior                         | WD                     |                        |                        |                        |                        |                        |                        |                        |                        |                        |                        |                        |                        |
|                                                   |                        |                        |                        |                        |                        |                        |                        |                        |                        |                        |                        |                        |                        |
| Legenda: JGP = Grand Prix Júnior; WD = Abandonou; |                        |                        |                        |                        |                        |                        |                        |                        |                        |                        |                        |                        |                        |

### Duplas com Irina Moiseeva
| Resultados                                                                     | Resultados             | Resultados             | Resultados             | Resultados             | Resultados             | Resultados             | Resultados             | Resultados             | Resultados             | Resultados             | Resultados             | Resultados             | Resultados             |
| Internacional – Júnior                                                         | Internacional – Júnior | Internacional – Júnior | Internacional – Júnior | Internacional – Júnior | Internacional – Júnior | Internacional – Júnior | Internacional – Júnior | Internacional – Júnior | Internacional – Júnior | Internacional – Júnior | Internacional – Júnior | Internacional – Júnior | Internacional – Júnior |
| Evento/Temporada                                                               | 2007– 2008             | 2008– 2009             | 2009– 2010             |                        |                        |                        |                        |                        |                        |                        |                        |                        |                        |
| ------------------------------------------------------------------------------ | ---------------------- | ---------------------- | ---------------------- | ---------------------- | ---------------------- | ---------------------- | ---------------------- | ---------------------- | ---------------------- | ---------------------- | ---------------------- | ---------------------- | ---------------------- |
| GAM Nestlé Nesquik Cup                                                         | Medalha de prata       | Medalha de ouro        |                        |                        |                        |                        |                        |                        |                        |                        |                        |                        |                        |
| NRW Trophy                                                                     |                        |                        | Medalha de ouro        |                        |                        |                        |                        |                        |                        |                        |                        |                        |                        |
| Warsaw Cup                                                                     |                        |                        | Medalha de prata       |                        |                        |                        |                        |                        |                        |                        |                        |                        |                        |
| Internacional – Noviço                                                         |                        |                        |                        |                        |                        |                        |                        |                        |                        |                        |                        |                        |                        |
| NRW Trophy                                                                     |                        | 4.º                    |                        |                        |                        |                        |                        |                        |                        |                        |                        |                        |                        |
| Warsaw Cup                                                                     | Medalha de ouro        | Medalha de ouro        |                        |                        |                        |                        |                        |                        |                        |                        |                        |                        |                        |
| Nacional                                                                       |                        |                        |                        |                        |                        |                        |                        |                        |                        |                        |                        |                        |                        |
| Campeonato Russo – Júnior                                                      |                        |                        | 10.º                   |                        |                        |                        |                        |                        |                        |                        |                        |                        |                        |
|                                                                                |                        |                        |                        |                        |                        |                        |                        |                        |                        |                        |                        |                        |                        |
| Legenda: JGP = Grand Prix Júnior; Competição não foi disputada nesta temporada |                        |                        |                        |                        |                        |                        |                        |                        |                        |                        |                        |                        |                        |